# 达达薄伽梵
达达薄伽梵（Dada Bhagwan，1908年11月8日—1988年1月2日），全名是艾姆巴拉尔·穆尔基巴伊·巴戴尔，是印度的一位精神领袖，在印度古吉拉特邦科达县(ખેડા જીલ્લો)帕德伦镇出生。他生活在印度并启发人们通过被称为阿格勒姆维迦（Akram Vignan）的精神道路获得自我认知和解脱。

## 生平简介
艾姆巴拉尔·穆尔基巴伊·巴戴尔（达达薄伽梵）是印度古吉拉特邦科达县帕德伦镇人。1908年11月8日，他出生于他父母在塔尔斯德里镇的家中。他的母亲就像是神母贾伽达姆巴的化身。他受到了母亲很深的影响，而这种影响后来也改变了他人生的方向。
1958年7月的一天，当时50岁的他坐在苏勒特火车站3号站台的最后一张木椅上。当时是下午5点30分，他已经在日落前吃了晚饭。在接下来的一个小时中，他受到了启迪，并领悟到了有关整个宇宙的知识。在这种知识中，他获得了许多诸如“我是谁？”“什么是宇宙？”“宇宙如何运转？”“什么是神？”“神做些什么？”“神住在哪里？”等等问题的答案。由此他得以洞悉整个宇宙。当被问及他是如何实现自我启蒙的，他回答说这自然而然的就发生了。在接下来的四年中，别人并不知道他已经实现了自我认知这一事实。直到1962年，他的生意合伙人的孙子才帮助其他人打开了通往知识殿堂的大门。当被问及谁是达达薄伽梵的时候，他曾经回答道：“站在你面前的并不是达达薄伽梵；达达薄伽梵是十四个世界的主宰，他存在于你、我、他，所有人的身体中。”从此，成千上万信仰不同宗教、教派以及来自不同国家的人得以在达达薄伽梵的帮助下经历永恒的快乐。
1988年1月2日，达达薄伽梵离开了他的肉体。然而，达达薄伽梵给予了布极亚·迪布格巴伊和尼路妈两人他的祝福。通过他们，达达薄伽梵的事业依然在不断的帮助人们认识真正的自我。

## 哲学思想和教导
达达薄伽梵认为一个人只有做到了自我认知才能获得内心永远的平静和快乐。他认为，所谓自我认知，就是指了解自己，了解真正的神灵。他主张存在于每一个生命中的灵魂便是不灭的绝对灵魂，而自我认知就是认识到自己便是不灭的绝对灵魂。他游历了许多国家帮助人们通过阿格勒姆维迦（Akram Vignan）实现自我认识。这个两小时的过程也被称为迦能维谛（gnan vidhi）。他相信自我认知并不与一个人继续他的日常生活矛盾，并且做到自我认知也未必需要出家或者苦修。他通过举办互动的座谈会与来自全世界各地的人探讨关于生活和自我认知。他说只有通过了解我们自己，而非出家或者苦行才有可能获得解脱。对于任何一个个人来说，过上一种没有冲突的平静生活并且获得内心永远的快乐都是非常重要的。他相信并不存在创造并维持这个世界神灵或者个人，世界的运行依赖于科学的各种条件以及原因的集合。精神是一门科学而非人们今天所说的哲学或者宗教。他说：“经书和知识并没有联系。经书上的知识并不能给出真正的结论；结论来自人们通过自己的经验和体会获得的知识。”他相信所有宗教都是正确并且平等的，所以也就不应该有基于神灵、宗教、教派、种族和种姓的歧视。